# Sede della Direzione provinciale delle Poste e Telegrafi di Firenze

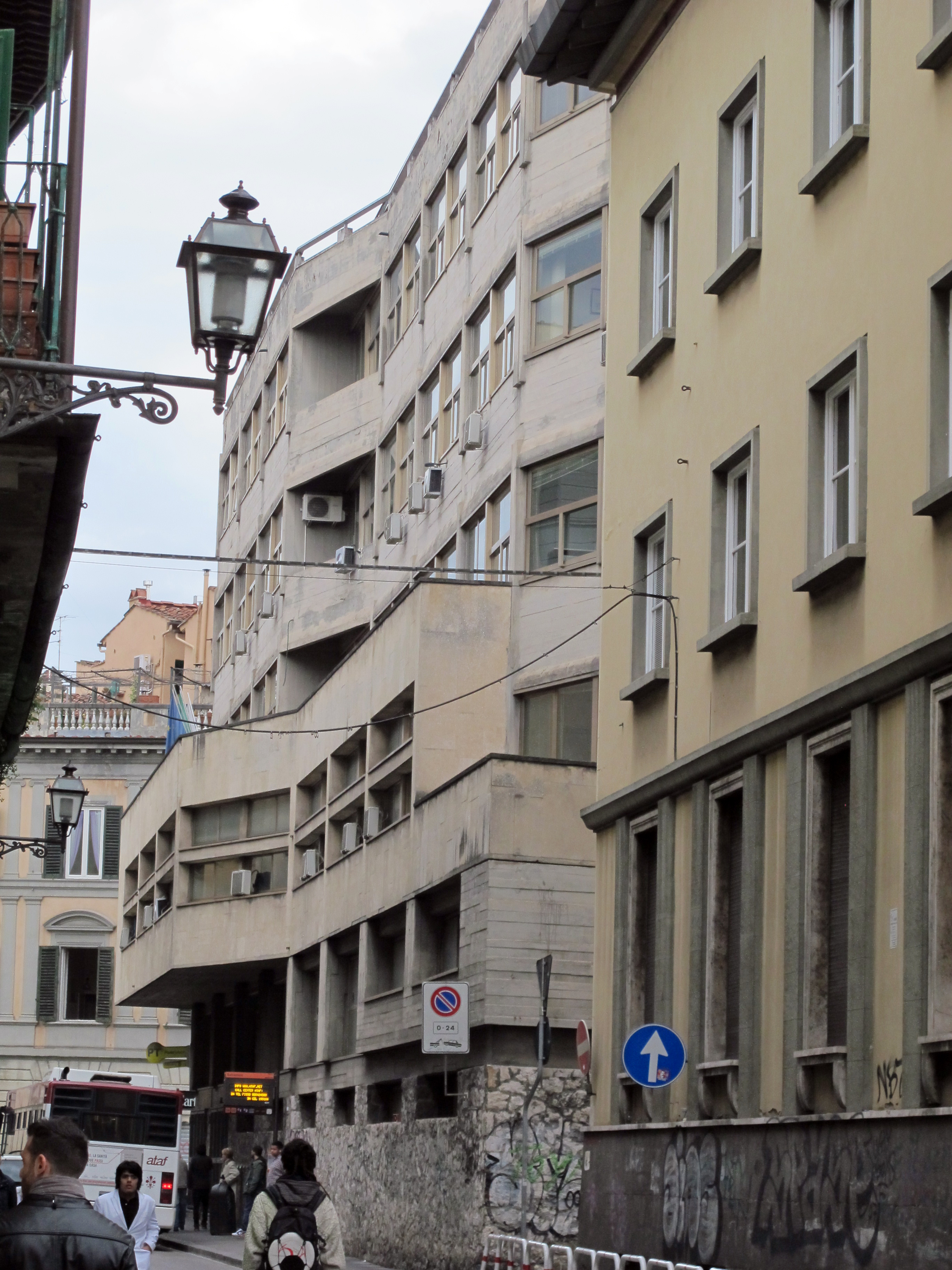
Via Giuseppe Verdi

La Sede della Direzione provinciale delle Poste e Telegrafi di Firenze si trova tra via Pietrapiana, via Verdi, via dei Pepi e via dell'Ulivo, ai margini del quartiere di Santa Croce e di proprietà del comune e dell'Enpas.

## Storia
Le distruzioni operate dal cosiddetto "piccone risanatore" (la nota formula con cui il fascismo esprimeva la propria politica urbanistica fatta di demolizioni di isolati e quartieri antichi e ritenuti malsani) già dalla seconda metà degli anni Trenta avevano liberato il lotto, dove già sorgevano il Teatro Alfieri e la Farmacia del Canto alle Rondini, senza però essere in grado di proporne una nuova edificazione.
L'incarico della progettazione della nuova sede della sede compartimentale delle Poste viene conferito all'architetto Giovanni Michelucci che tra 1959 e il 1964 elaborò diverse versioni del progetto dell'edificio, ultimato nei primi mesi del 1967. All'inizio degli anni Settanta vennero poi realizzati nuovi volumi tecnici, in sopraelevazione sull'ultimo piano.

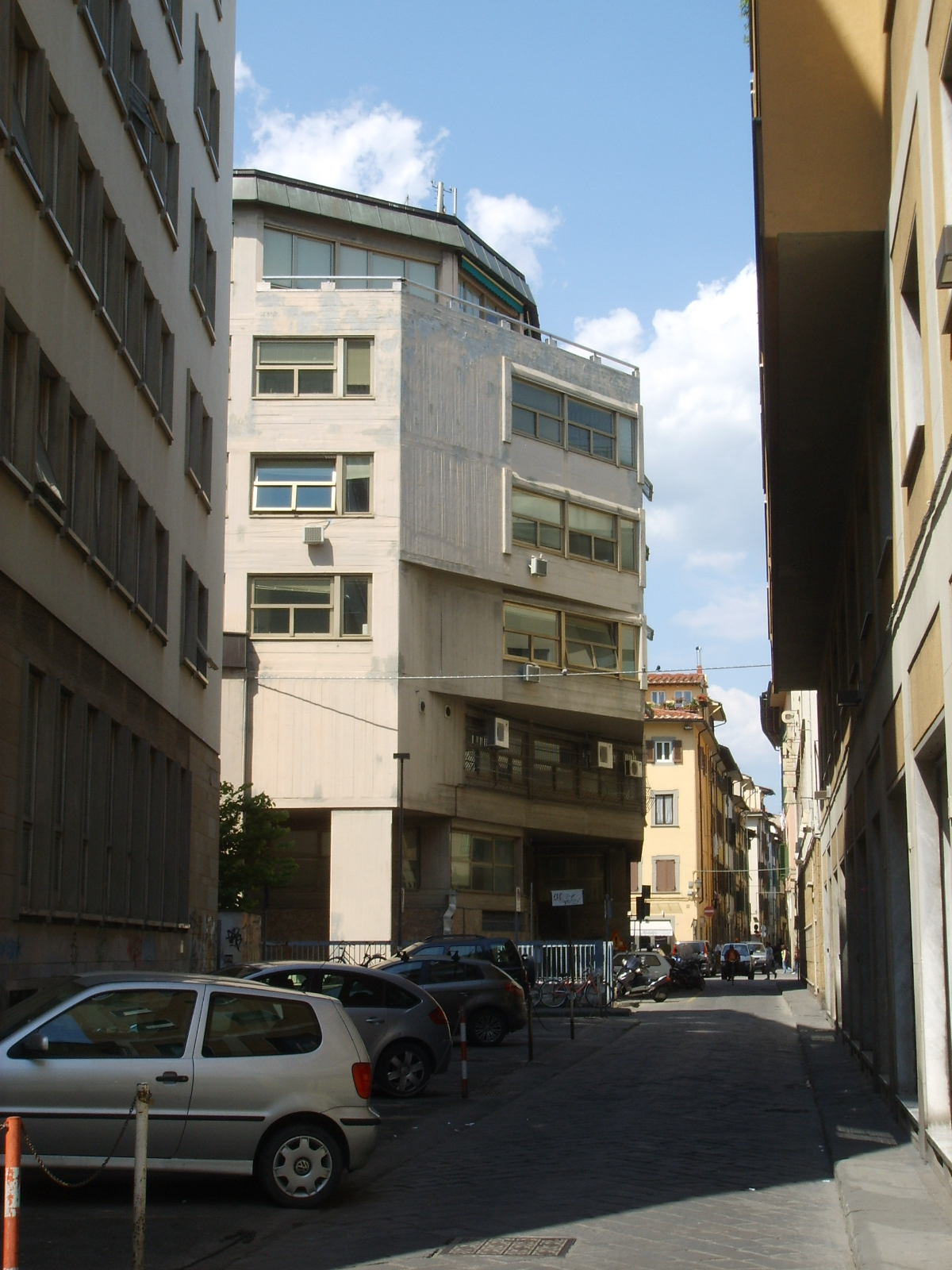
Il retro delle poste su via de' Pepi

## Descrizione
All'interno della vasta produzione di Michelucci, l'opera è considerata un'esperienza laterale e parallela, specialmente per le soluzioni di dettaglio, rispetto alla coeva chiesa dell'Autostrada, di cui sembra riportare e proseguire l'esperienza. Un aspetto non secondario è inoltre quello rappresentato dall'approfondimento del problematico rapporto tra architettura e contesto urbano.
L'intento di inserire il progetto nel più vasto programma di riqualificazione del quartiere orientò le scelte progettuali dell'involucro verso una peculiare mobilità dei fronti, slittamenti e scarti di piani e volumi che cercano il raccordo con l'ambiente esterno. Effetto fortemente legato al trattamento antimonumentale dell'oggetto, dove la rottura di equilibri geometrici e visuali rappresenta il tentativo di demistificare l'edificio, e la ricerca dell'inserimento piuttosto che della creazione del pezzo d'architettura.

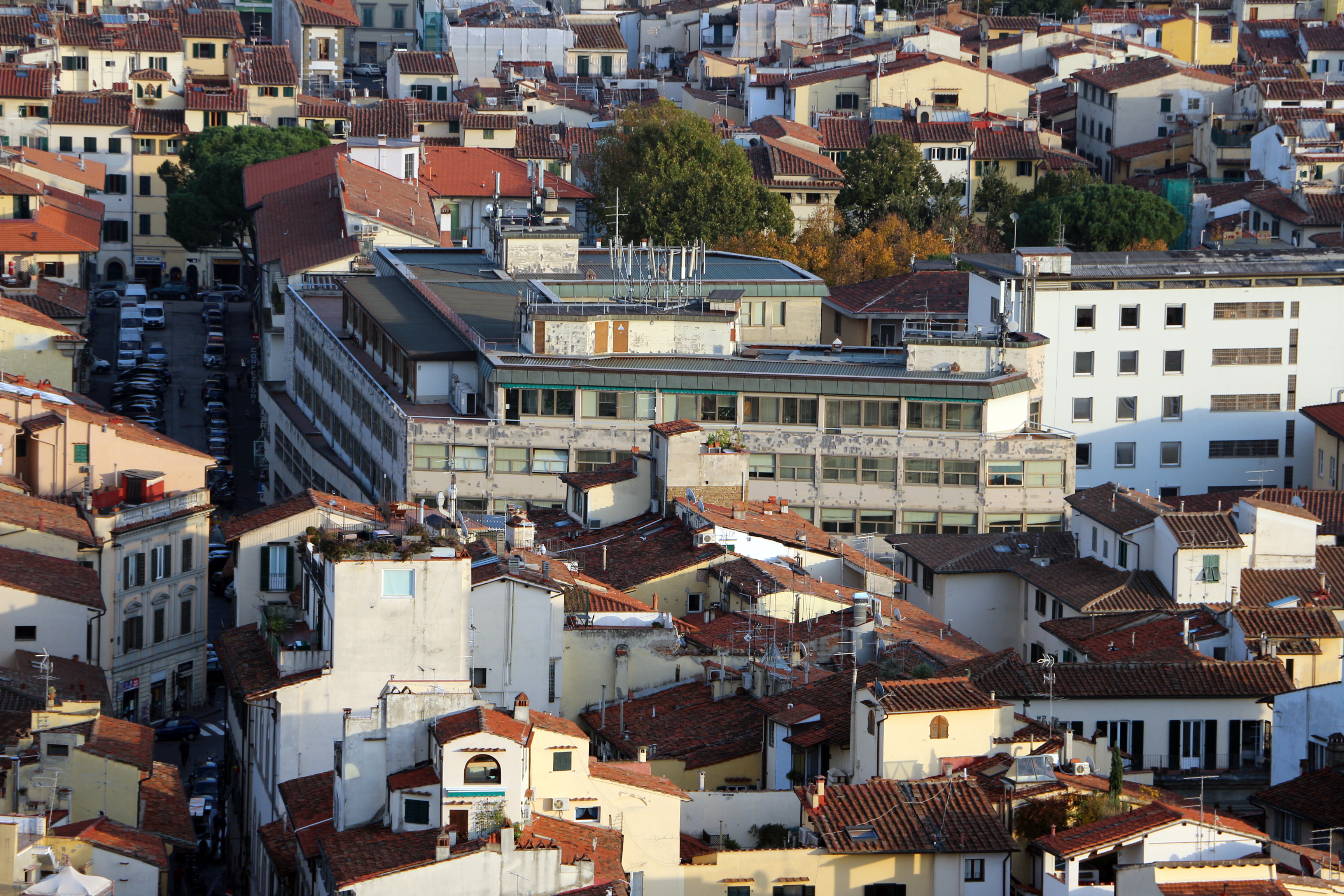
Palazzo delle Poste di via Pietrapiana

L'edificio ospita al piano terreno un ufficio postale per il pubblico ed ai piani superiori la sede centrale del Compartimento di Firenze. Tre alti corpi disposti a C formano un cortile sul quale si affacciano i volumi bassi del salone del pubblico e degli alloggi del personale.
Uno zoccolo, corrispondente al primo dei piani in cui si trovano gli uffici, scatta all'esterno rispetto al filo di facciata, creando un forte aggetto sull'angolo tra le due strade principali, dove è situato uno degli ingressi. Sopra a questo, gli altri tre piani riprendono l'andamento del piano basamentale.
Il piano terreno è occupato dalla galleria - vera e propria strada interna, parallela a via Pietrapiana, scandita dai grossi pilastri verticali - che costeggia e immette nel salone del pubblico. L'ambiente principale, di forma rettangolare, riceve una forte suggestione spaziale dalla copertura, formata da una sequenza di paraboloidi in cemento armato intonacato, e dalla articolazione a doppio volume.
Alle due estremità della strada interna, due scale - entrambe a due rampe e a vista - conducono agli alloggi duplex, quella sul lato affacciato su via Verdi, e agli uffici superiori, quella sul lato su via Pietrapiana.
I piani superiori seguono una medesima organizzazione planimetrica, con un percorso centrale che distribuisce gli ambienti di lavoro. La dimensione modulare della cellula viene accorpata in diverse soluzioni che creano situazioni spaziali differenziate, per il lavoro singolo o d'équipe.
I materiali utilizzati sono il rivestimento in calcare di San Giuliano per il basamento, il cemento armato a faccia vista per i piani superiori, mentre gli infissi sono in alluminio anodizzato bronzo. All'interno, figurano il cotto per i pavimenti del salone del pubblico, il legno per i corrimano e i piani d'appoggio, sia dei tavoli che del banco, il cemento armato a faccia vista per i paraboloidi che coprono il salone, i telai d'appoggio e le scale, il rivestimento in pietra per le pareti e i pilastri.